# Mozart expirant
Mozart expirant (it. Mozart morente) est une sculpture en ronde-bosse de marbre, réalisée par l’artiste italien Rinaldo Carnielo (1853-1910) en 1877. Issue du mouvement romantique, l’œuvre représente le compositeur Wolfgang Amadeus Mozart (1756-1791) au seuil de sa mort, la partition du Requiem entre les mains. Elle est actuellement conservée au musée des Beaux-Arts de Bordeaux.

## Historique
Le plâtre du Mozart expirant a été présenté à l'Exposition Universelle de 1878 parmi les œuvres françaises à la suite du refus de la délégation italienne, qui jugea le sujet « trop lugubre ». En 1879, l'État français en commande le marbre afin de l'exposer au Conservatoire National de Musique (au prix d'achat de 12 000 FF). Elle a également été exposée en 1882 à Paris pour le Salon de la Société des Artistes Français (no 4189) et dans de grandes institutions telles que le Palais du Luxembourg. L’État la proposa d’abord au Grand Théâtre de Bordeaux, qui refusa. Ce refus est justifié par le caractère funèbre de l'œuvre peu adapté à un lieu de fêtes et de plaisir, ce qui n’est pas en adéquation avec les offres culturelles proposées. À la suite de ce refus, l'œuvre fut transférée au musée des Beaux-Arts de Bordeaux, où elle se trouve encore de nos jours.
La traductrice Helen Zimmern, ayant rencontré Rinaldo Carnielo en 1893, publie dans The Art Journal un article expliquant l'origine de la réalisation du Mozart expirant :

« (…) Ainsi, le  Mozart mourant  a été exécuté après que le sculpteur a lu une biographie du grand musicien. Admirateur passionné des Noces de Figaro et du Don Giovanni, il jugea digne que la sculpture tente d’immortaliser les derniers instants de leur auteur. La mort de ce génie fut épique dans sa simplicité, et une œuvre qui en 1878 paraissait trop réaliste, aujourd’hui, après un laps de quatorze ans, semble presque conventionnelle et académique, à l'heure où certains réclament le réalisme à tout prix, même au prix de la vérité et de la beauté. »

— The Art Journal.

## Description
La sculpture représente Mozart assis sur un fauteuil, la tête appuyée sur un coussin. Sa main droite repose sur l’accotoir tandis que sa main gauche est posée sur ses genoux, cachant un document manuscrit (vraisemblablement son Requiem). Il est vêtu d’une chemise à volants et de chaussures plates avec un nœud. Le bas de son corps est recouvert d’une épaisse couverture qui retombe le long de ses jambes. Enfin, un petit coussin supporte son pied droit. Le compositeur est montré sur le point de rendre son dernier souffle : l’apparence extrêmement amaigrie ainsi que ses yeux mi-clos et sa bouche entrouverte troublent et lui donnent un aspect presque cadavérique.

## Le thème de la mort

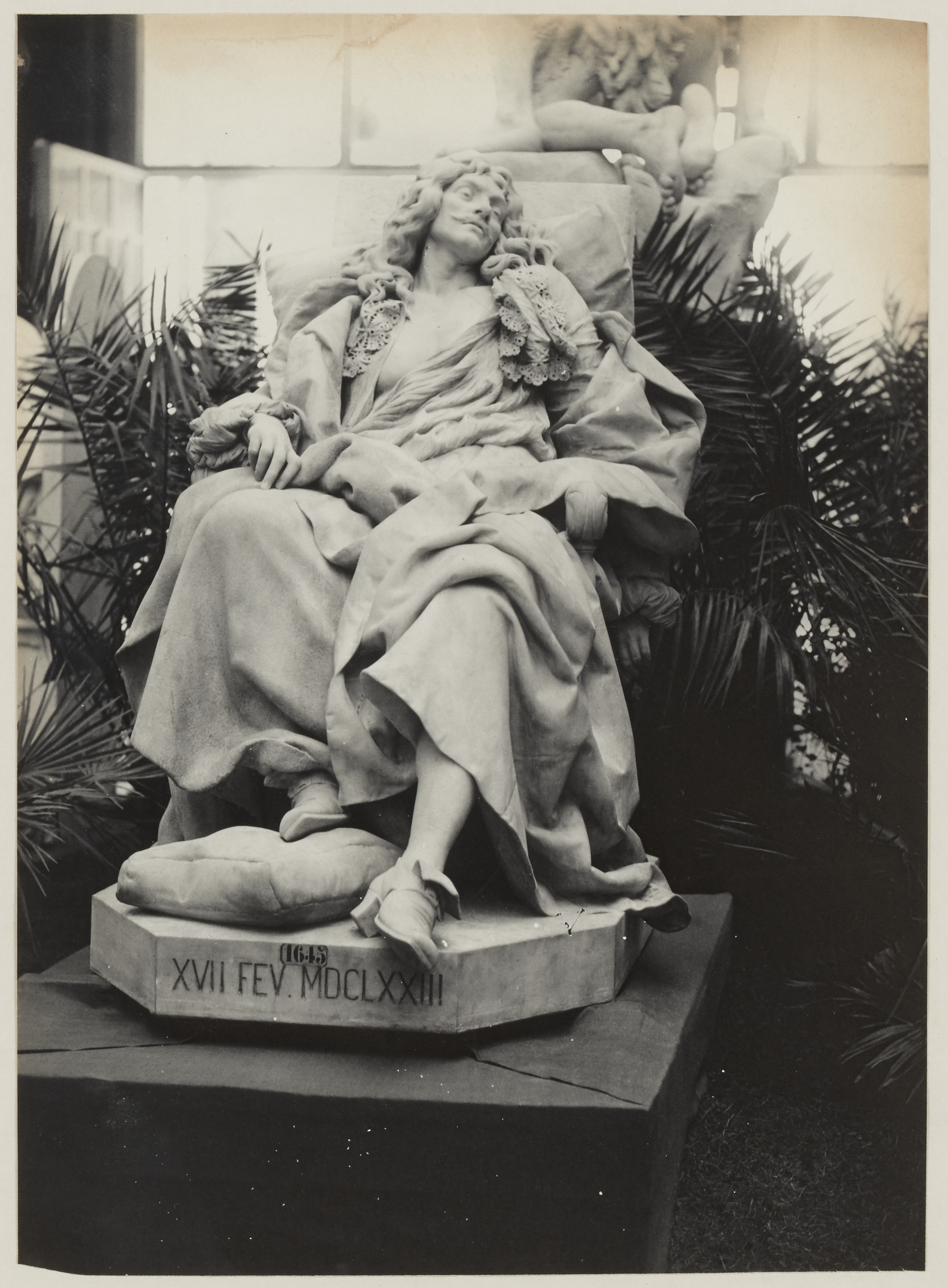
Molière mourant, Henri-Emile Allouard, 1889

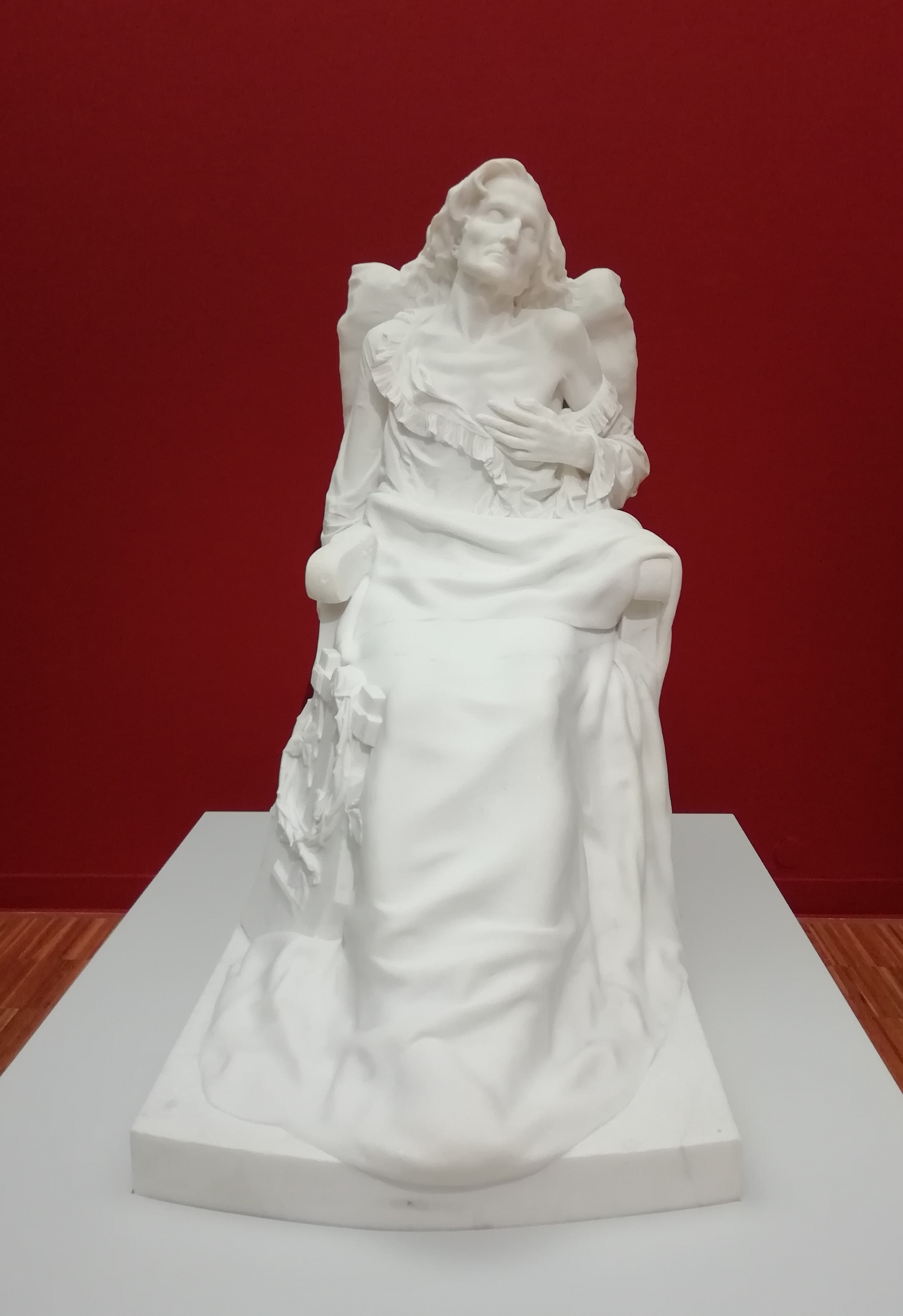
Berlioz mourant, Pierre Rambaud, 1893

Carnielo n'est pas le seul à avoir invoqué le thème de la mort dans sa sculpture. En effet, nombre d'artistes ont proposé des œuvres à l'aspect macabre représentant des personnalités illustres. À l'image du Mozart expirant, ces figures sont montrées rendant leur dernier souffle sur un fauteuil. Le dramaturge Molière et le compositeur Hector Berlioz font notamment partie de ces sujets. Le Molière mourant de Henri-Émile Allouard semble ainsi particulièrement inspiré de la sculpture de Carnielo, car leurs postures sont similaires, de même que la présence dans les deux cas d'un coussin sous le pied droit.

## L'utilisation du marbre
Le matériau utilisé pour la sculpture est le marbre (du grec « mármaros » qui signifie « pierre miroitante »), roche calcaire souvent veinée de couleurs variées. Produit dans le milieu marin à partir de débris d’origines végétale ou animale, il se forme par le dépôt de couches successives. Sa couleur est souvent cristalline, mais elle dépend surtout des matériaux qui la composent.

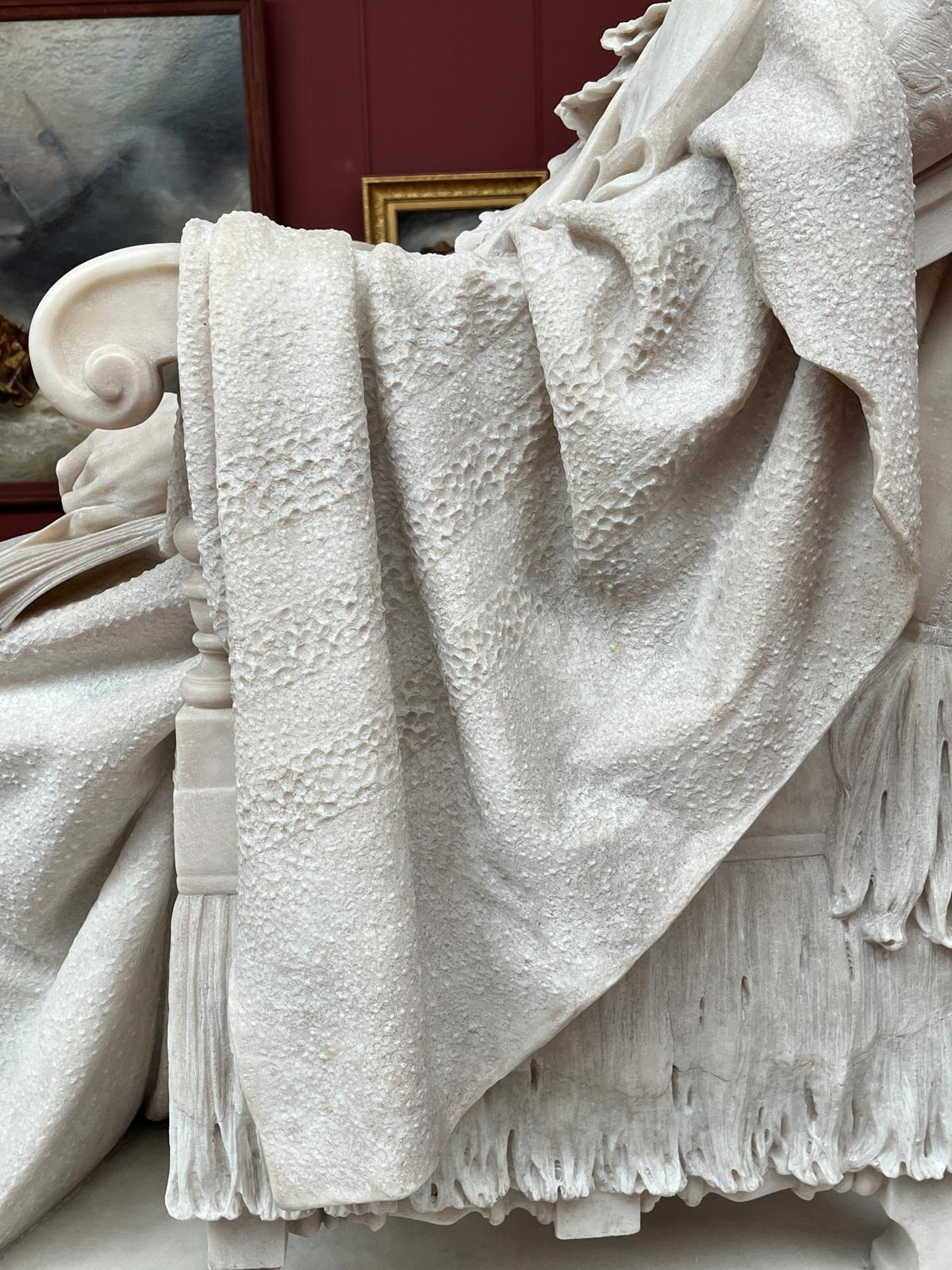
Détail de la couverture en marbre.

L’apport majeur du marbre pour la réalisation du Mozart expirant est d’abord sa facilité à être travaillé. Grâce à la finesse de son grain, il permet ainsi de sculpter des détails précis. Une fois la mise en forme terminée, le marbre sèche et devient extrêmement solide. De plus, il possède la capacité de capter une partie de la lumière pour pouvoir la diffuser par la suite. Si le marbre a survécu à toutes les périodes, devenant un matériau de choix dans le domaine des arts du Moyen Âge à l'avant-garde contemporaine, c'est parce que les sculpteurs ont su s'adapter. Ils produisent des œuvres réalistes et sensibles allant jusqu’à reproduire les différentes textures (bois, textile), comme le montrent les détails de la couverture ou encore les chaussures.

## L'artiste
Rinaldo Carnielo (1853-1910) est un sculpteur italien, né à Bosco Montello-Biadene dans la province de Trévise, proche de Venise en Italie. Issu d’une famille modeste, il fréquente d’abord une école pour devenir ingénieur mais change de voie et fréquente l'école de dessin pratique fondée à Padoue par le marquis Pietro Selvatico.
En 1870, il entre à l'Académie des Beaux-Arts de Florence et y reste sept mois. En 1873, il ouvre un atelier et réalise d'abord une grande quantité de croquis et de figurines qu'il détruit peu à peu, n'exposant que trois œuvres en trois ou quatre ans. En 1876, la mort de son père marque profondément Rinaldo Carnielo qui se retrouve à la tête d'une famille nombreuse, sans fortune immobilière. Il comprend alors qu'il doit se consacrer au travail et, soutenu par son professeur d'anatomie picturale Giovanni Paganucci, il étudiera des mourants et des cadavres dans les hôpitaux qu'il reproduira  dans ses œuvres.
Grâce à l'intérêt du sculpteur Giovanni Duprè, il obtient une étude à l'Académie. Le fruit de ces années d'études et de travail reste le Mozart expirant (Bordeaux, Musée des Beaux-Arts), œuvre qui suscite l'intérêt et lui confère une certaine notoriété.  
Les critiques autour de cette œuvre sont diverses : Duprè la définissait comme une « petite bête », Augusto Rivalta comme « un mort de deux mois tombant en morceaux » (dans De Gubernatis) tandis qu' E. Montecorboli a défini la pièce comme "macabre, désagréable".

## Galerie

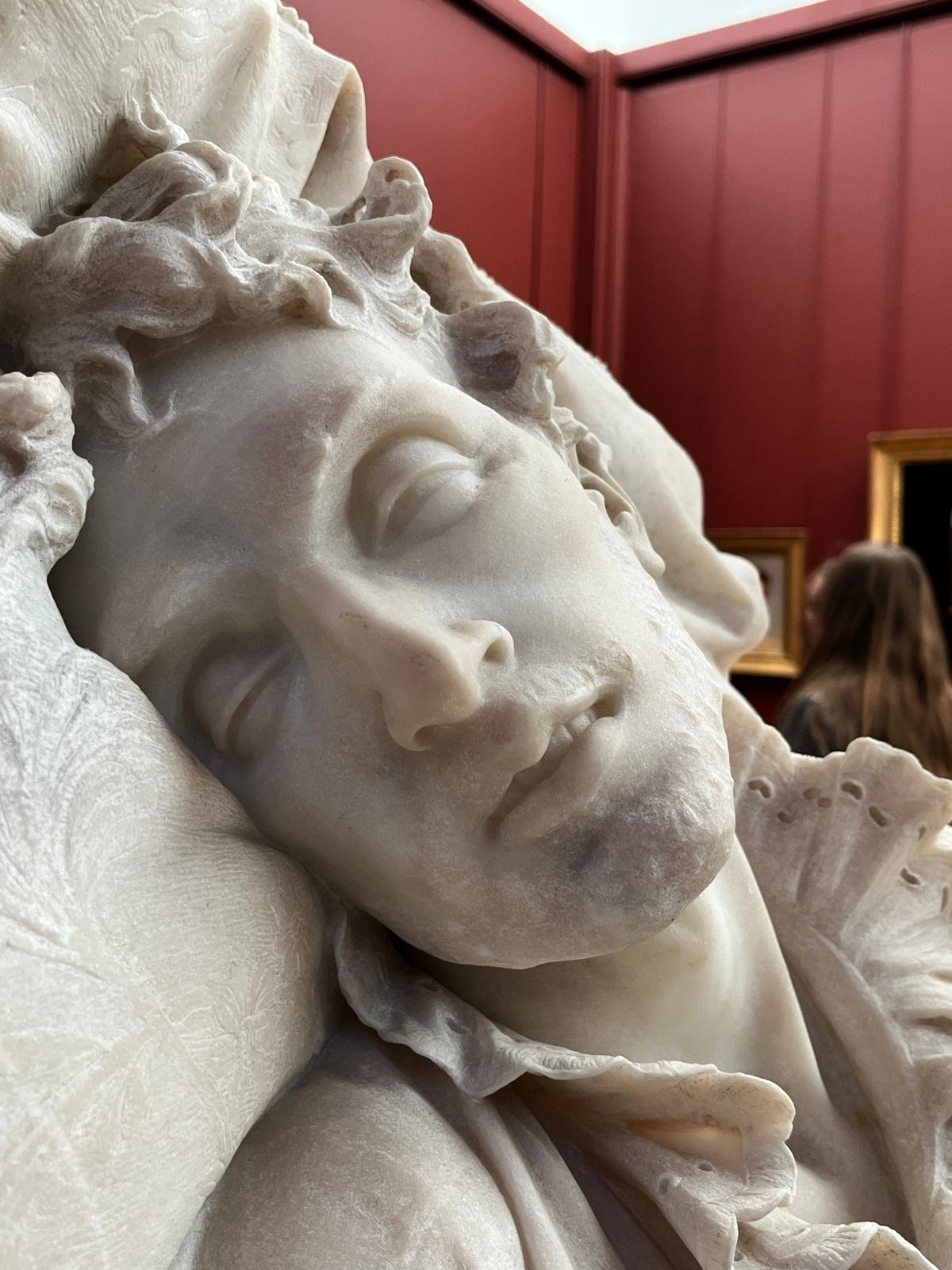
Visage.
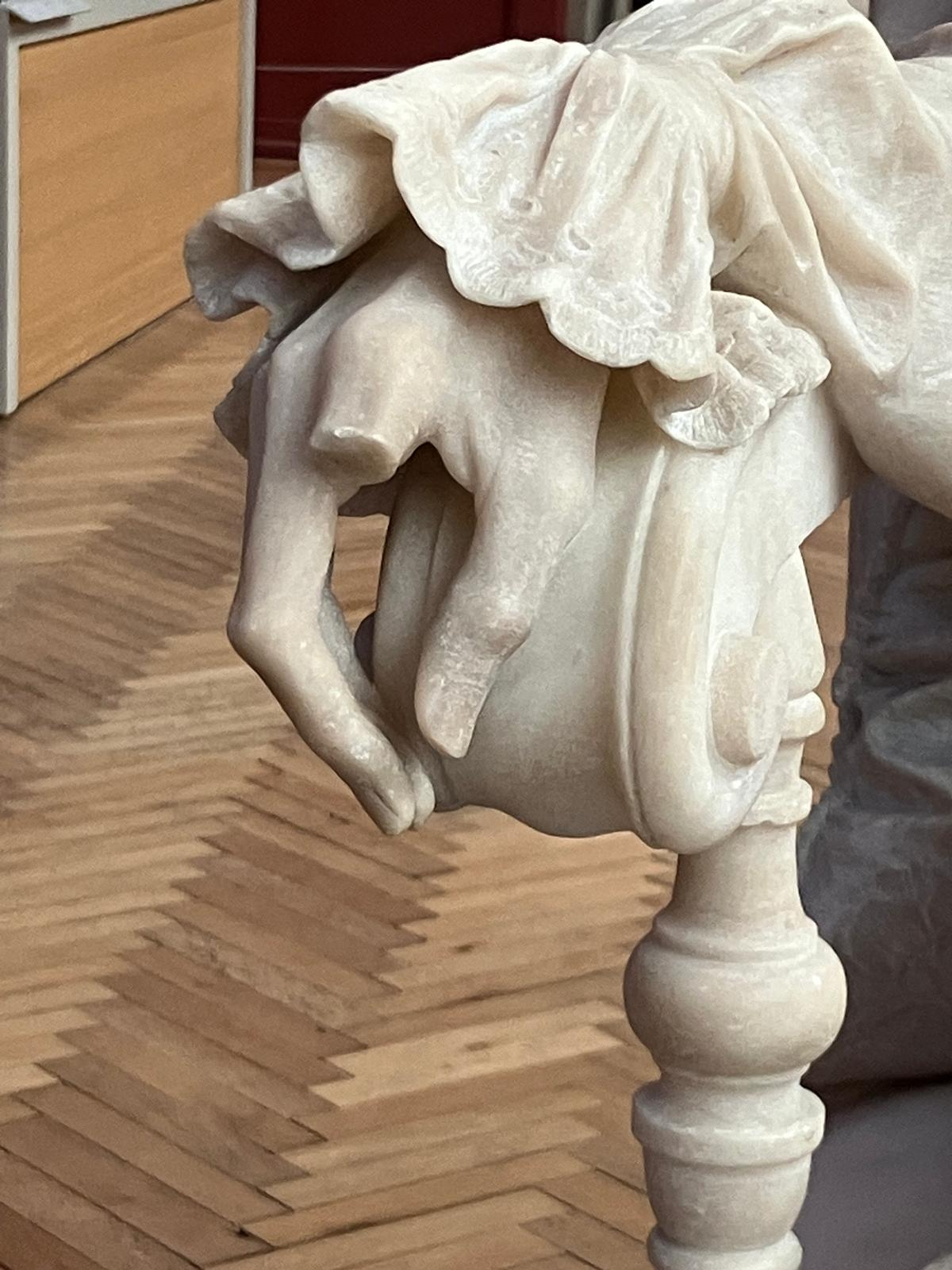
Main droite posée sur l'accotoir.
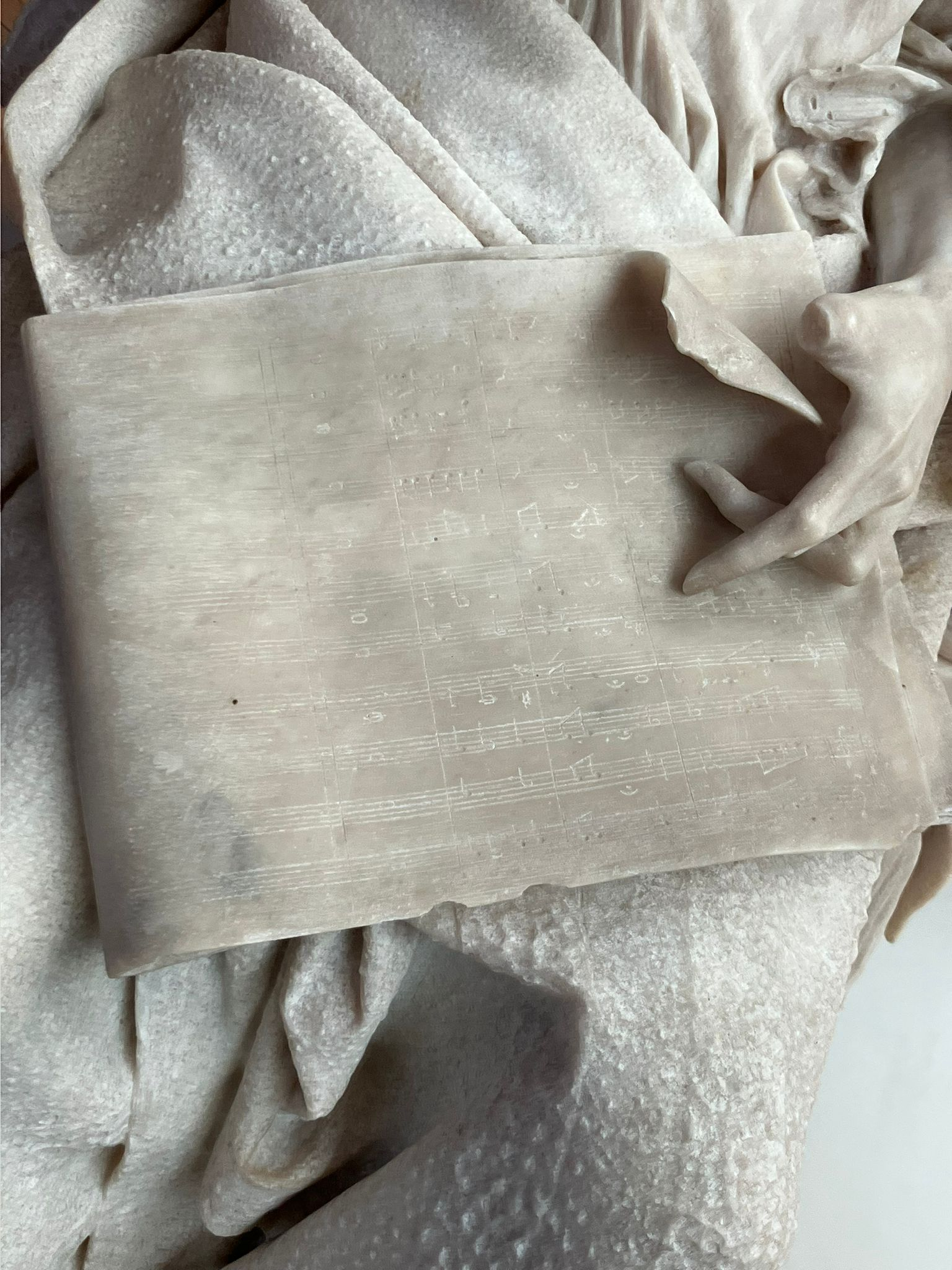
Manuscrit du Requiem.
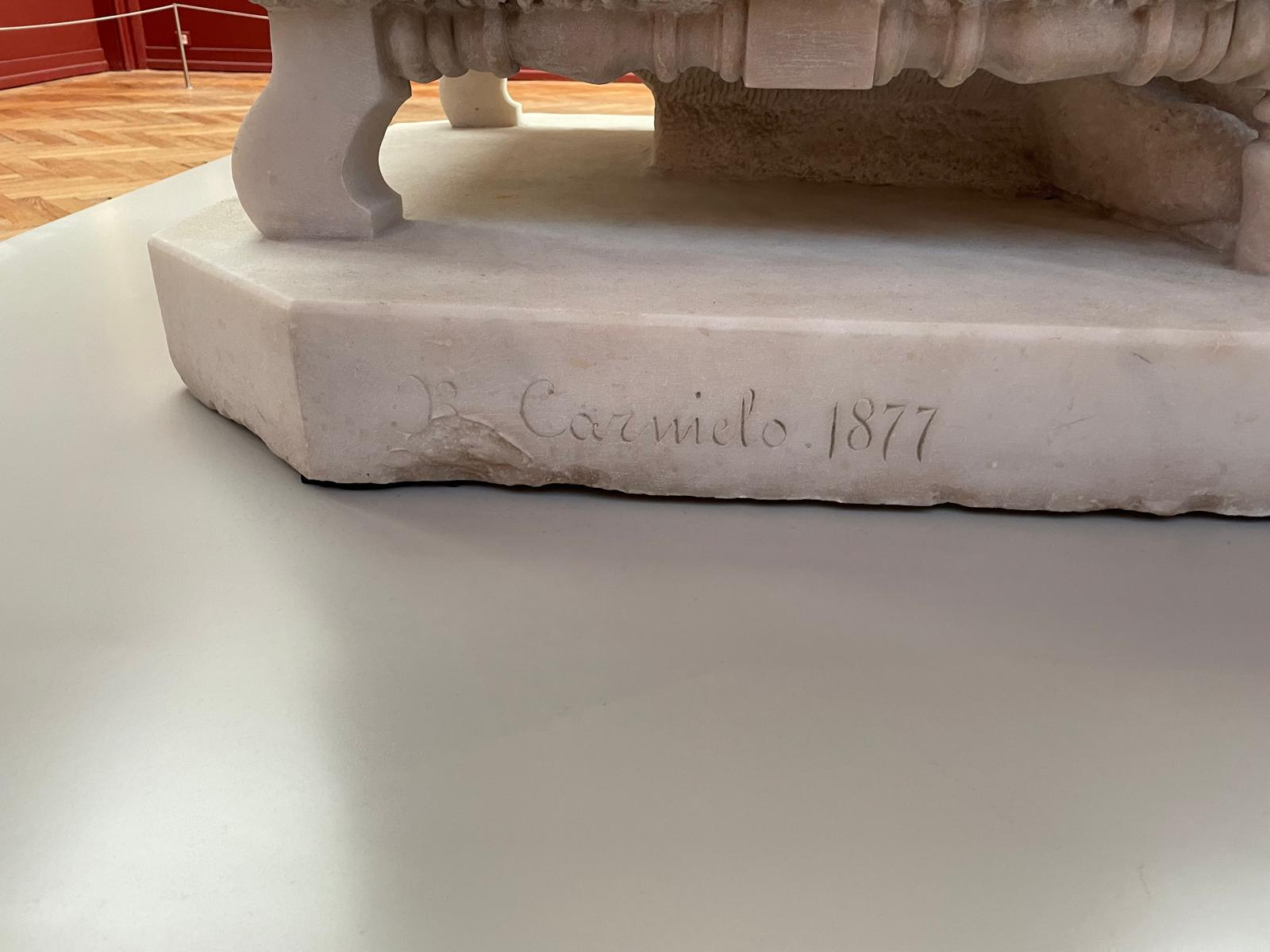
Signature de Carnielo sur la base de la sculpture.
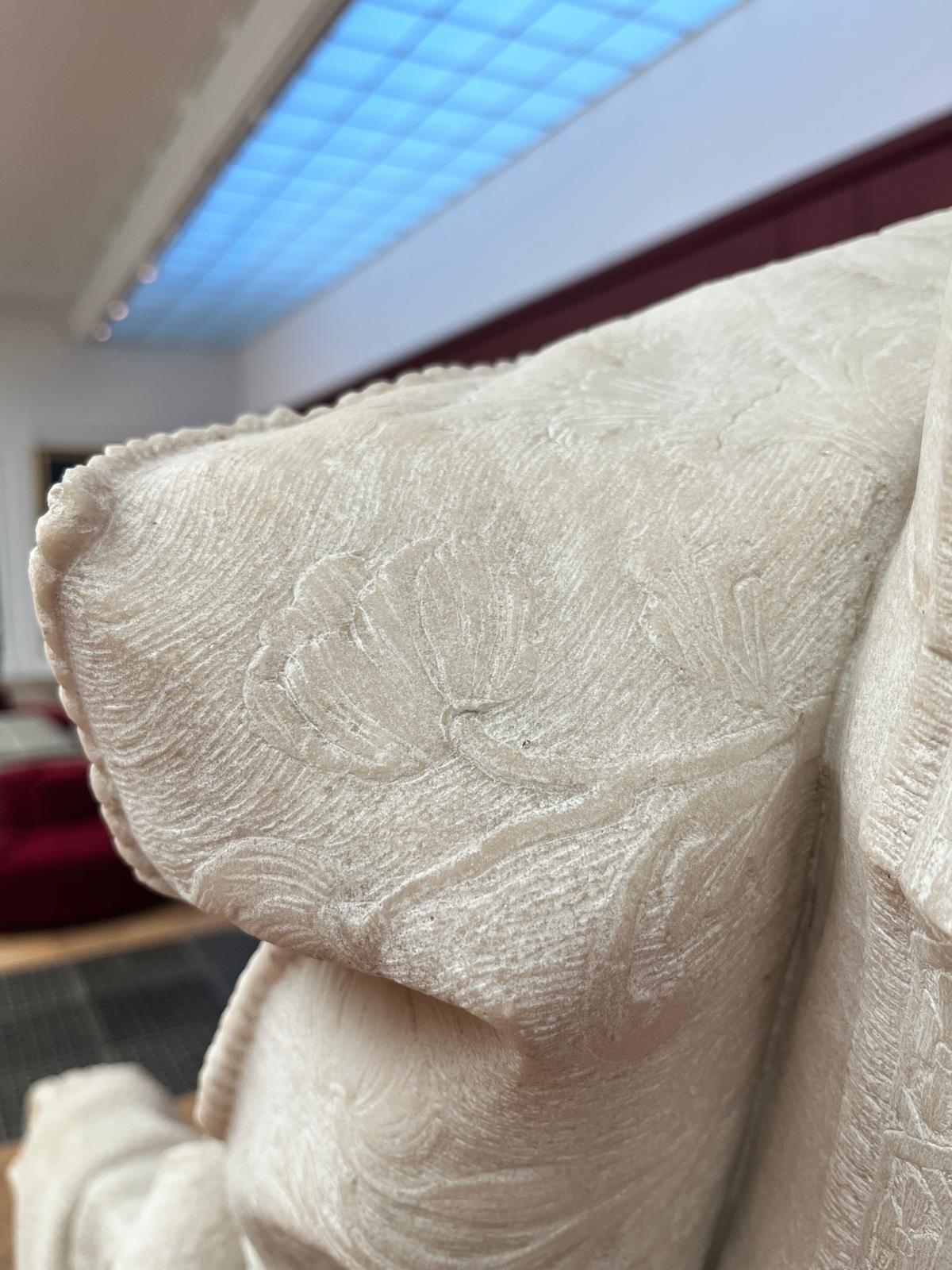
Broderie du coussin.
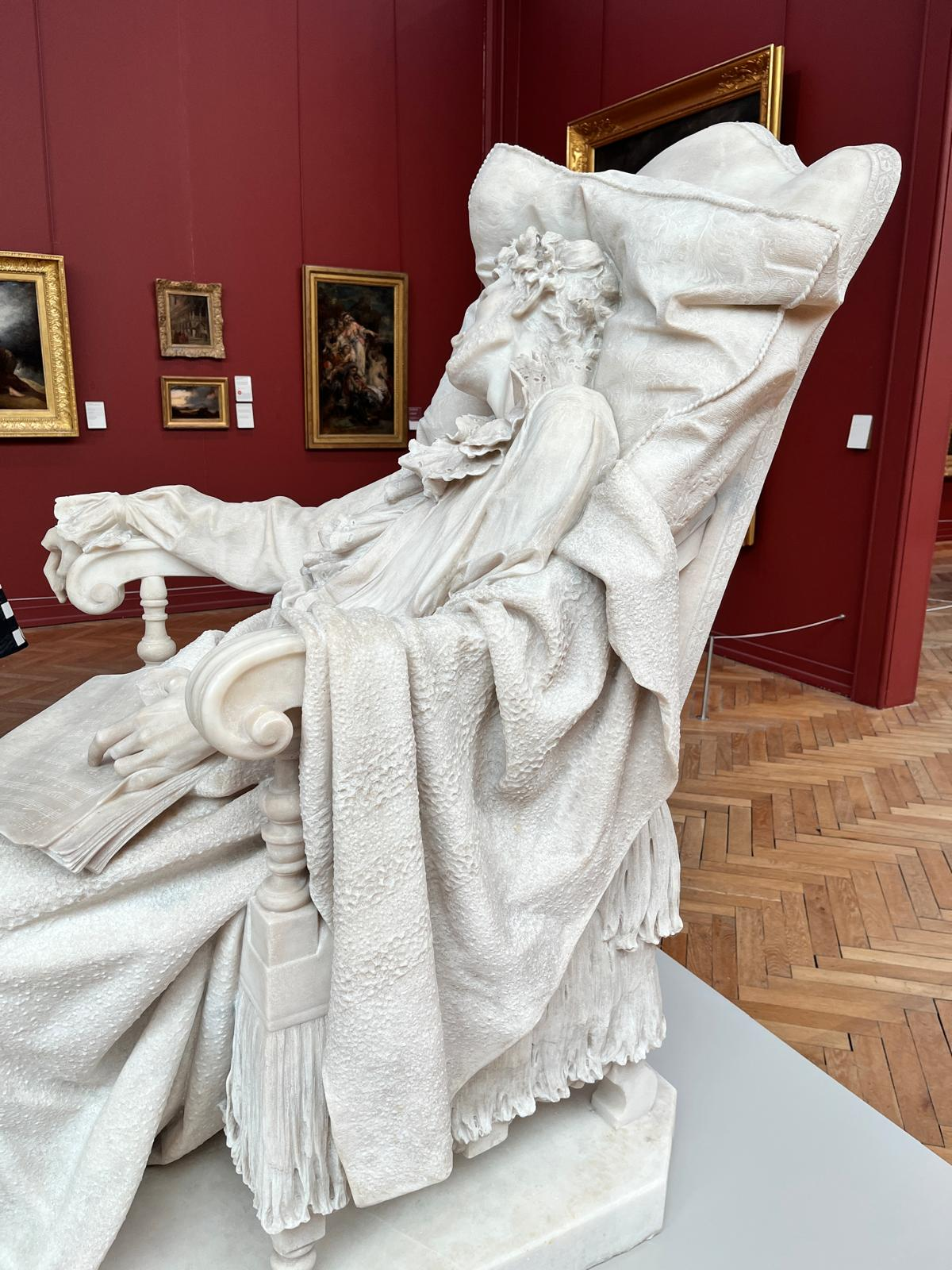
Vue de côté.